# Piece of Mind
Piece of Mind je čtvrtá studiová deska heavymetalové skupiny Iron Maiden. Z alba vzešly singly Flight of Icarus a The Trooper. Poprvé se zde objevil i nový bubeník Nicko McBrain. Je to také první album skupiny, které se nejmenuje po žádné skladbě na něm uvedené. Skladba "The Trooper" se stala jednou z nejpopulárnějších od Iron Maiden, stále je součástí všech koncertů od vydání alba. V žebříčku webu IGN Top 25 Metal Albums dosáhlo Piece of Mind 21. pozice

## Seznam skladeb
Pokud není uvedeno jinak, autorem všech skladeb je Steve Harris.
| Pořadí | Název                  | Autor                    | Délka |
| ------ | ---------------------- | ------------------------ | ----- |
| 1.     | Where Eagles Dare      | Harris                   | 6:10  |
| 2.     | Revelations            | Bruce Dickinson          | 6:48  |
| 3.     | Flight of Icarus       | Adrian Smith, Dickinson  | 3:51  |
| 4.     | Die with Your Boots On | Smith, Dickinson, Harris | 5:28  |
| 5.     | The Trooper            | Harris                   | 4:10  |
| 6.     | Still Life             | Dave Murray, Harris      | 4:53  |
| 7.     | Quest for Fire         | Harris                   | 3:41  |
| 8.     | Sun and Steel          | Dickinson                | 3:26  |
| 9.     | To Tame a Land         | Harris                   | 7:27  |

## Znovuvydání z roku 1995 s bonusy
1. "I Got the Fire"
2. "Cross-Eyed Mary" (Jethro Tull cover)
  - Původně vydáno na albu Aqualung.

## Ocenění
- USA - Platinum (1986) (1 000,000+)
- Spojené království - Platinum (1995) (300 000+)
- Kanada - 2*Platinum (2006) (200,000+)
- Německo- Gold (1996) (250 000+)
- Finsko - Gold (1990) (25 000+)
- Španělsko- Gold (1983) (50 000+)

## Sestava
- Bruce Dickinson - zpěv
- Dave Murray - kytara
- Adrian Smith - kytara, doprovodný zpěv
- Steve Harris - baskytara, doprovodný zpěv
- Nicko McBrain - bicí